# Hover Sogn (Vejle Kommune)
 Denne artikel omhandler Hover Sogn (Vejle Kommune). Der er også andre sogne med dette navn, se Hover Sogn.
Hover Sogn er et sogn i Vejle Provsti (Haderslev Stift).
I 1800-tallet var Hover Sogn anneks til Jelling Sogn. Begge sogne hørte til Tørrild Herred i Vejle Amt. Trods annekteringen var de hver sin sognekommune. Ved kommunalreformen i 1970 blev Hover indlemmet i Vejle Kommune, og Jelling blev kernen i Jelling Kommune, der ved strukturreformen i 2007 også indgik i Vejle Kommune.
I Hover Sogn ligger Hover Kirke fra Middelalderen og Grejsdal Kirke fra 1962.
I sognet findes følgende bydele i Vejle: 
- Grejsdal (bebyggelse)
- Uhrhøj (bebyggelse, tidl. også stavet Urhøj)

Øvrige autoriserede stednavne:
- Bøgager (bebyggelse)
- Frederikshøj (bebyggelse)
- Hover (bebyggelse, ejerlav)
- Hovertoften (bebyggelse)
- Høgsholt (bebyggelse, ejerlav)
- Lerbæk (ejerlav, landbrugsejendom)
- Rugballegård (ejerlav, bebyggelse)
- Uhre (bebyggelse, ejerlav)